# Johann Carl Schmidtborn

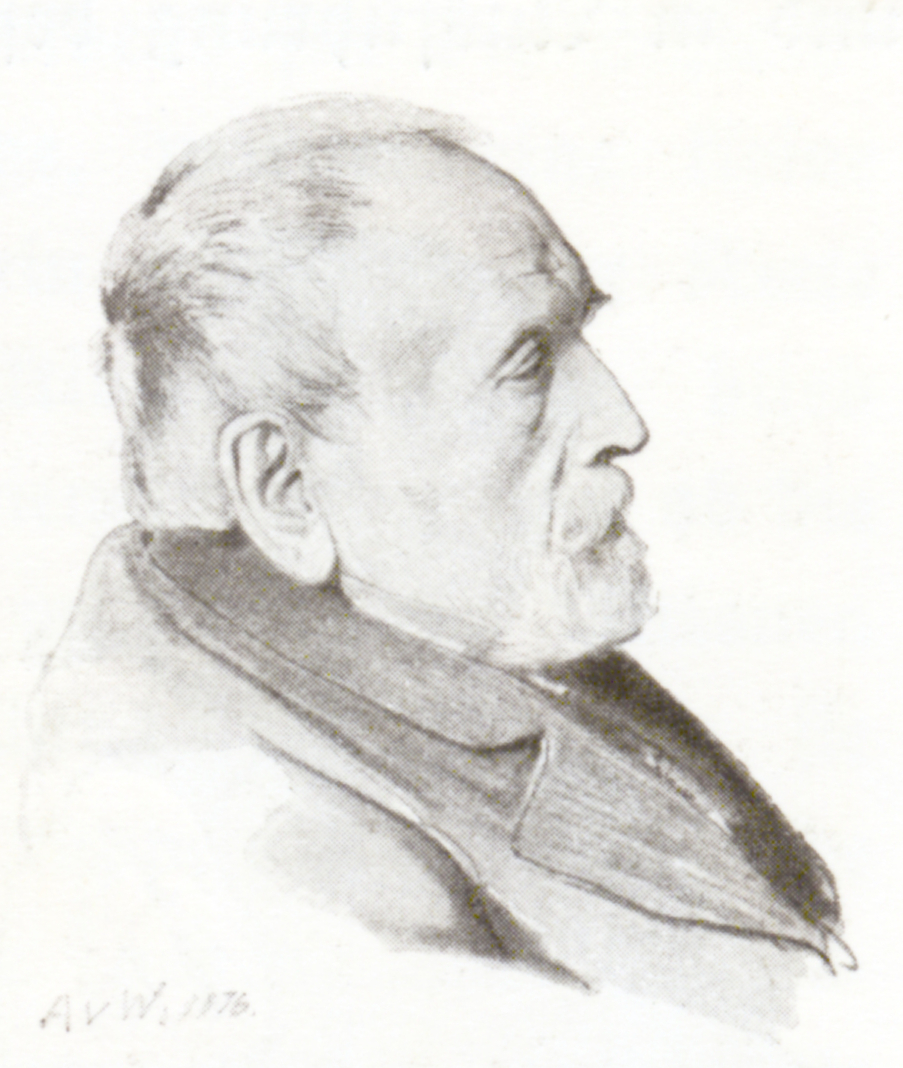
Johann Carl Schmidtborn, Zeichnung von Anton von Werner

Johann Carl Schmidtborn (* 1. Dezember 1794 in St. Johann; † 7. Oktober 1877 in Saarbrücken) war ein deutscher Kaufmann, Politiker und Bürgermeister von Saarbrücken. 

## Leben
Sein Vater war der Kaufmann Georg Philipp Schmidtborn (1745–1809), seine Mutter Maria Karoline (1768–1845) geb. Röchling.
In den Jahren 1813 und 1814 diente Carl Schmidtborn in der napoleonischen Garde d’Honneur in den Napoleonischen Kriegen. 1814 wurde er in Mainz verwundet.
Nach dem Kriegsende wurde Schmidtborn 1817 Geschäftspartner des in Frankfurt am Main ansässigen Kommerzienrats Georg Schmidtborn. 1836 erbte er von seinem Onkel Friedrich Ludwig Röchling gemeinsam mit dessen vier Neffen Theodor (1823–1885), Ernst (1825–1877), Carl (1827–1910) und Friedrich (Fritz) (1833–1892) Anteile am familiären Kohlenhandel. 1855 gründete er mit den Röchlings das Geschäfts- und Bankhaus Schmidtborn & Gebrüder Röchling.

## Politische Karriere
Von 1826 bis 1837 war er Mitglied des Rheinischen Provinziallandtags. Am 14. August 1844 wurde er Mitglied des Saarbrücker Stadtrats und am 21. Juli zum Beigeordneten in Saarbrücken gewählt. Zehn Jahre später wird er in diesem Amt bestätigt. Am 28. September 1857 wurde er zum ersten Beigeordneten ernannt. Am 25. Oktober 1862 wurde er zum Bürgermeister der Stadt gewählt und am 27. Dezember 1862 in sein Amt eingeführt. Am 27. Januar 1871 verzichtete er aus Altersgründen auf sein Amt.

## Auszeichnungen
- 25. Mai 1860 Ernennung zum preußischen Kommerzienrat.